# Vinding's music
Vinding’s music; Songs from the alder thicket is een muziekalbum van  de Noorse componist/schrijver Ketil Bjørnstad. De schrijver Bjørnstad heeft een trilogie geschreven over het leven van de denkbeeldige pianist Aksel Vinding. Het is gebaseerd op het leven van de pianist Ketil Bjørnstad in de jaren 60 en 70. Om de boeken te promoten werden in maart 2009 enige concerten gegeven, waarbij werken uit de klassieke muziek werd gespeeld, die een rol in de boekserie hebben gespeeld. Hij voelde er daarbij niets voor om de werken (nogmaals) zelf te spelen. Een aantal maanden later werd Bjornstad gevraagd een nieuwe Bechstein-piano in te spelen in de nieuwe geluidsstudio Pettersens Kolonial in Hønefoss. Bjørnstad begon met pianospelen en nam de muziek van cd1 op. Het bevat deels geïmproviseerde muziek, deels gecomponeerde muziek.  

## Musici
- Cd1: 
  - Ketil Bjørnstad – piano
- Cd2:
  - Gunailla Süssmann (2, 3, 6), Jie Zhang (4, 5), Christian Eggen (1), - piano
  - Orkest van de Noorse Omroep NRK o.l.v. Christian Eggen (7)

## Muziek
| Nr. | Titel                 | Duur  |
| --- | --------------------- | ----- |
| 1.  | So far, so hidden     | 11:36 |
| 2.  | If only               | 7:36  |
| 3.  | Outside Skoog         | 4:25  |
| 4.  | The stones, the river | 6:27  |
| 5.  | Promise               | 5:16  |
| 6.  | She didn’t say        | 4:42  |
| 7.  | Evening voices        | 3:22  |
| 8.  | Remembrance I         | 5:16  |
| 9.  | New morning           | 6:51  |

| Nr. | Titel                                                                              | Duur  |
| --- | ---------------------------------------------------------------------------------- | ----- |
| 1.  | Adagio uit Pianoconcert nr. 23 (Wolfgang Amadeus Mozart)                           | 6:10  |
| 2.  | Clair de lune uit Suite bergamasque (Claude Debussy)                               | 5:15  |
| 3.  | Adagio sostenuto uit Pianoconcert nr. 2 (Sergei Rachmaninov)                       | 12:10 |
| 4.  | Ballade nr.1 in g mineur opus 23 (Frederic Chopin)                                 | 9:03  |
| 5.  | Adagio assai uit Pianoconcert (Maurice Ravel)                                      | 9:02  |
| 6.  | Gesangvoll, mit innigster Empfindung uit Pianosonate nr. 30 (Ludwig van Beethoven) | 13:36 |
| 7.  | Adagio for Strings (Samuel Barber)                                                 | 9:44  |